# Góry Słone
Góry Słone (urdu: سلسلہ کوہ نمک, trb.: Silsila-e Koh Namak, trl.: Silsilah-e Koh Namak; ang.: Salt Range) – góry w północnym Pakistanie, na północ od Niziny Indusu, między doliną Indusu i Dźhelamu. Rozciągają się na długości ok. 300 km. Najwyższy szczyt (Sakesar) wznosi się na wysokość 1522 m n.p.m. Składają się z dwóch równoległych pasm oddzielonych podłużną doliną i stanowią południowy kraniec wyżyny Potwar. Zbudowane są ze skał krystalicznych pokrytych wapieniami i dolomitami. Zbocza gór porośnięte są przede wszystkim sosnami, akacjami i dziką oliwką. W regionie występują duże pokłady soli kamiennej, potasowej, gipsu oraz węgla.